# Eisenbahnunfall von Norton Fitzwarren
Bei dem Eisenbahnunfall von Norton Fitzwarren überfuhr in der Nacht des 4. November 1940 ein Zug nach einer Signalverwechslung das Ende eines Schutzgleises und entgleiste. 26 Menschen starben.

## Ausgangslage

### Infrastruktur
Die Bahnstrecke Reading–Plymouth der Great Western Railway war – von London kommend – bis Norton Fitzwarren viergleisig ausgebaut. Dabei wurden die äußeren Gleise vom langsameren Verkehr, die inneren von schnelleren Zügen genutzt, beides im in Großbritannien üblichen Linksverkehr. In der Ausfahrt des Bahnhofs Norton Fitzwarren wurde das äußere in das innere Gleis eingeführt. Ab hier war die Strecke nur noch zweigleisig. Diese Stelle war mit einer Schutzweiche gesichert, die in ein 30 Meter langes Stumpfgleis führte, das ohne Prellbock endete.
Die Signale standen – entgegen der sonst üblichen Praxis – nicht links vom Gleis, sondern für die „Schnellfahrgleise“ in der Mitte zwischen den beiden dafür vorgesehenen Gleisen, also rechts, weil der Abstand zwischen den äußeren Gleisen und den Schnellfahrgleisen zu gering war, um hier noch Signalmasten zu platzieren. Strecke und Fahrzeuge waren mit dem Zugbeeinflussungssystem Automatic Train Control (ATC) ausgerüstet. Diese gab einen Warnton ab, wenn der Zug ein Vorsignal in der Stellung „Halt erwarten“ passierte. Dann musste der Lokomotivführer bestätigen, dass er die Warnung wahrgenommen hatte. Aufgrund des Zweiten Weltkriegs herrschte Verdunkelung, die Bahnhöfe waren nicht beleuchtet.

### Erster Schnellzug
Auf dieser Strecke war der Nachtzug von London nach Penzance mit etwa 900 Reisenden und einer Verspätung von mehr als einer Stunde unterwegs. Als Schnellzug benutzte er zunächst das innere Gleis der Strecke in westliche Richtung. Die Lokomotive des Zuges war eine Dampflokomotive der GWR-Baureihe 6000 („King Class“) mit der Nummer 6028, die 13 Personenwagen zog. Bei der Great Western Railway befand sich der Platz des Lokomotivführers auf der rechten Seite der Maschine, die Signale dagegen in der Regel links vom Gleis.
Das Wohnhaus des Lokführers war kurz zuvor bei einem Bombenangriff beschädigt worden, gleichwohl war er zum Dienst erschienen.

### Zweiter Schnellzug
Diesem Schnellzug folgte ein weiterer Schnellzug, der aus einer Lokomotive und fünf Wagen bestand, ebenfalls von London nach Penzance unterwegs war, etwa 90 km/h fuhr und Zeitungen beförderte. Diesem sollte Vorrang eingeräumt werden, auch da er in Taunton nicht hielt. Der Fahrdienstleiter in Taunton ließ den ersten Zug deshalb auf dem äußeren Gleis für die langsameren Züge aus seinem Bahnhof ausfahren, damit er von dem zweiten Schnellzug auf dem Ferngleis überholt werden konnte. Der Lokführer des vorausfahrenden Zuges wurde hiervon nicht ausdrücklich informiert.

## Unfallhergang

Vereinfachte Darstellung der Gleisführung an der Unfallstelle

Der erste Zug verließ nach einem Halt den Bahnhof Taunton, bevor der zweite Schnellzug ihn durchfuhr. Der Lokführer des ersten Zuges bemerkte dabei nicht, dass er auf dem äußeren statt auf dem Schnellfahrgleis unterwegs war. Die Verdunklung trug sicher zu dem Irrtum des Lokomotivführers bei. Er achtete deshalb auf die Signale rechts – die für den schneller fahrenden Zug alle „Fahrt frei“ zeigten –, nicht auf die auf der linken Seite, die ihm galten. Vor Norton Fitzwarren stand das Vorsignal auf „Halt erwarten“, das Hauptsignal auf „Halt“. Sie deckten so die Einleitung des äußeren Gleises auf das innere Gleis. Die Signale des Schnellfahrgleises dagegen zeigten „Fahrt frei“. Die Fahrt von Taunton nach Norton Fitzwarren dauerte etwa drei Minuten. Der Zug hatte kurz vor dem Unfall eine Geschwindigkeit von ungefähr 70 km/h.
Es gab keinen Anhaltspunkt dafür, dass das ATC versagte. Als der Warnton des ATC bei Annäherung an das „Halt erwarten“ zeigende Vorsignal ertönte, sah der Lokomotivführer aber vor sich ein Signal, das er – unzutreffender Weise – für das ihm geltende hielt und „Fahrt frei“ zeigte. Er nahm eine Störung des Sicherheitssystems an und bestätigte das Warnsignal gehört zu haben. So fuhr er mit 65 km/h an dem ihm geltenden Haltesignal vorbei.
Gleichzeitig überholte ihn der zweite Zug. Dadurch erkannte er seinen Irrtum, dass er auf dem äußeren Gleis fuhr, nicht auf dem inneren. Er konnte aber nicht mehr rechtzeitig abbremsen. Der Zug fuhr um 3:48 Uhr über die Schutzweiche und das Gleisende, die Lok stürzte eine Böschung hinunter, kippte um und kam nach 50 Metern zum Liegen. Die ersten sechs Wagen des Zuges entgleisten, wurden zerstört oder schwer beschädigt und landeten in einer angrenzenden Wiese und auf allen Gleisen der Strecke, die so vollständig blockiert war. Der überholende Zug vermied nur um Bruchteile von Sekunden durch den entgleisenden Zug ebenfalls in den Unfall verwickelt zu werden.

## Folgen
26 Menschen wurden bei dem Unfall getötet, darunter auch der Heizer der Dampflokomotive, 56 weitere wurden schwer, 18 leicht verletzt. Der Lokomotivführer überlebte und konnte zu dem Unfall vernommen werden.
Der Schaffner des schnelleren Zeitungs-Zuges nahm nur ungewöhnliche Geräusche wahr – wie sich später herausstellte, waren Steine des Bahnschotters durch ein Fenster des überholenden Zuges geflogen als der entgleisende Zug den Schotter durchpflügte.
Örtliche Erste Hilfe war nach etwa einer halben Stunde vor Ort, Hilfszüge aus Taunton, Newton Abbot und Swindon trafen nacheinander ab etwa 6:00 Uhr ein. Gegen 20:00 Uhr des Unfalltages konnte die Strecke wieder eingleisig befahren werden, nach einem weiteren Tag waren alle Gleise wieder befahrbar.
Der Untersuchungsbericht stellte fest, dass, obwohl sich der Platz des Lokomotivführers auf der rechten Seite der Maschine befand, die Signale dagegen links vom Gleis, seine Sicht auf die Signale nicht beeinträchtigt war. Der Untersuchungsbericht ging von einem Versagen des Lokomotivführers als einzigem Unfallgrund aus.